# Tina Beyeler
Tina Beyeler (* 24. August 1977 in Schaffhausen) ist eine Schweizer Tänzerin und Choreografin.

## Werdegang
Tina Beyeler absolvierte ihre Tanzausbildung von 1996 bis 1999 in London, wo sie zunächst an der London Contemporary Dance School das One Year Special Diploma und anschliessend am Laban Center das Professional Diploma Community Dance Studies erlangte. Im Anschluss arbeitete sie als Tänzerin u. a. bei Cirqu’enflex in Basel und bei der Compagnie Gisela Rocha sowie der Compagnie Sans Filtre in Zürich. Es folgten verschiedene eigene Produktionen, u. a. 2001 im Tanzhaus Zürich und 2002 für die Expo.02 in Neuchâtel sowie im Fabriktheater der Roten Fabrik in Zürich. Im Jahr 2003 gründete sie zusammen mit ihrem Bruder Andri Beyeler und anderen Tanz- und Theaterschaffenden die Tanztheatergruppe Kumpane, mit welcher sie bisher 13 Produktionen verwirklichte. 2017 erarbeitete Tina Beyeler anlässlich eines Projekts der Stiftung Pro Helvetia mit der Tanzkompanie Cas Public in Montreal eine Choreografie, die 2019 im Stadttheater Schaffhausen uraufgeführt wurde.
Schon mehrfach unterrichtete Tina Beyeler als Gastchoreografin an der Zürcher Hochschule der Künste. Tina Beyeler ist Mutter von drei Kindern und lebt in Schaffhausen, wo sie eine Tanz- und Theaterschule leitet.

## Produktionen mit der Tanztheatergruppe «Kumpane»
- Souviens Preview (2003)
- Je ne m’en souviens plus (mais ce n’est pas vrai) (2003)
- Wohlgelitten in Wohlgelegen (2004)
- Dieses Zimmer (2005)
- Did I shave my legs for that? (2006)
- Rock and Roll ist hier zum stehn oder vom Glück, nicht das zu sein, woran man hängt (2008)
- du bleibst wenn du gehst (2009)
- small pieces of truth whispered on the kitchen floor (2011)
- pumpen spülen schleudern (2013)
- vom Einsetzen und Absetzen (2014)
- Spring doch (2016)
- Für immer und nie (2018)
- Red mit mir (2020)

## Auszeichnungen
- 2001: Fördergabe der Internationalen Bodenseekonferenz für das Stück Sofa Loren[2]
- 2014: Kulturelle Auszeichnung der Stadt Zürich[5]